# فرضية غايا
فرضية غايا، التي تُعرف أيضًا باسم نظرية غايا أو مبدأ غايا، تقترح هذه الفرضية تفاعل الكائنات الحيّة مع محيطها اللاعضوي على الأرض لتشكيل نظام معقّد تآزري مستتب، بهدف المساعدة في الحفاظ على الظروف المواتية للحياة على الكوكب وإدامتها.
صيغت الفرضية على يد الكيميائي جيمس لوفلوك، وشارك في تطويرها عالم الأحياء الدقيقة لين مارغوليس في سبعينيات القرن الماضي. أطلق لوفلوك اسم غايا على الفرضية، تيمّنًا بالإلهة البدائية المجسّدة للأرض في الأساطير الإغريقية. منحت الجمعية لندن الجيولوجية لوفلوك ميدالية ولاستون لعدد من الأسباب، منها عمله على فرضية غايا.
تتضمّن المواضيع المتعلّقة بالفرضية كيفية تأثير المحيط الحيوي وتطوّر الكائنات الحيّة على استقرار درجة الحرارة العالمية وملوحة ماء البحر ومستويات الأكسجين في الغلاف الجوي والحفاظ على غلاف الأرض المائي من المياه السائلة والمتغيّرات البيئية الأخرى المؤثّرة على قابلية السكن على الأرض.
انتُقدت فرضية غايا في البداية لكونها غائية ومخالفة لمبادئ الانتقاء الطبيعي، لكنّ التحسينات اللاحقة نجحت في خلق تناسق ما بين فرضية غايا وعدّة أفكار من مجالات أخرى مثل علوم نظام الأرض والكيمياء الجغرافية الحيوية وعلم بيئة النظم. وصف لوفلوك «الجيوفسيولوجيا» الأرضية ذات مرّة. وعلى الرغم من ذلك، لا تنفكّ الفرضية عن جذب الانتقادات، إذ يرى بعض العلماء في يومنا هذا أنّ الفرضية مدعومة بصورة ضعيفة بالأدلّة المتوافرة أو متعارضة معها. في عام 2009 تم اقتراح فرضية ميديا، وهي أن الحياة قد تكون مدمرة ذاتيًا (انتحارية) بطبيعتها. حيث تؤدي في النهاية للإنقراض الجماعي، في معارضة مباشرة لفرضية غايا. 

## نظرة عامّة
تشير فرضية غايا إلى التطوّر المشترك للكائنات الحيّة مع بيئتها؛ أي أنّها «تؤثّر على بيئتها اللاأحيائية، وتؤثّر هذه البيئة بدورها على الحيوم من خلال العملية الداروينية». قدّم لوفلوك (1995) دليلًا على ذلك في كتابه الثاني، إذ عرض التطوّر الذي بدأ في العالم الأول للبكتيريا الأليفة للحرارة والحمض والبكتيريا المولّدة للميثان، وانتهى في الغلاف الجوّي المُشبع بالأكسجين، الذي يُعتبر أحد دعائم الحياة الأكثر تعقيدًا في يومنا هذا.
سُمّيت النسخة المختصرة من الفرضية باسم «غايا المؤثّرة» في كتاب أندري جي. لابينس «التطوّر الموجّه للغلاف الحيوي: الانتقاء الجيوكيميائي أم غايا؟»، إذ تنصّ على تأثير الحيوم على جوانب معيّنة من العالم اللاأحيائي، على سبيل المثال، درجة الحرارة والغلاف الجوي. لا يُعتبر هذا العمل عملًا فرديًا بل مجموعة من الأبحاث العلمية الروسية التي دُمجت في هذا الإصدار الخاضع لمراجعة الأقران. تنصّ الفرضية أيضًا على تطوّر الحياة والبيئة المشترك من خلال «القوى الصغيرة» والعمليات الجيوكيميائية الحيوية. ومن الأمثلة على ذلك هو تحويل نشاط بكتيريا التركيب الضوئي الغلاف الجوّي للأرض جذريًا إلى حيهوائي خلال العصر ما قبل الكمبري، ثم دعمها لتطوّر الحياة (وخصوصًا حياة حقيقيات النوى).
نظرًا للعوائق التي وقفت بين روسيا وبقية دول العالم في القرن العشرين، لم يشتهر العلماء الروس الأوائل الذين قدّموا مفاهيم متداخلة مع فرضية غايا حتّى الآونة الأخيرة. تتضمن قائمة هؤلاء العلماء:
1. بيوتر كروبوتكين (1842-1921).
2. رافيل ريزبولوزينسكي (1847- 1918).
3. فلاديمير فرنادسكي (1863- 1945).
4. فلاديمير الكسندروفيتش كوستيتزين (1886- 1963).

عادةً ما ينظر علماء الأحياء وعلماء الأرض إلى العوامل المؤثّرة في استقرار خصائص فترة ما بوصفها خاصّية منبثقة غير موجّهة أو انتلخيا (كمال) النظام، إذ يسعى كل نوع على حدة لتحقيق مصلحته الذاتية، قد يكون لأفعالها المشتركة آثار موازنة على التغيير البيئي. يشير معارضو هذا الرأي في بعض الأحيان إلى أمثلة على أحداث كانت قد أدّت إلى تغيير جذري بدلًا من إحداثها للتوازن المستقر، مثل تحويل الغلاف الجوي للأرض من غلاف جوي مختزل إلى غلاف مُشبع بالأكسجين في نهاية الدهر السحيق وبداية دهر الطلائع.
تدّعي الإصدارات الأقل قبولًا من الفرضية أن تعاون الكائنات الحيّة والحفاظ على تلك الظروف من خلال التوازن يحقّق تغييرات في المحيط الحيوي. تُعتبر جميع أشكال الحياة جزءًا من كائن كوكبي حيّ واحد يُسمّى بـ«غايا» وفقًا لبعض من إصدارات فلسفة غايا. ومن هذا المنظور، يُعتبر كلّ من الغلاف الجوي والبحار والقشرة الأرضية نتائج لتدخلات أجرتها غايا عن طريق التطوّر المشترك لمختلف الكائنات الحيّة.
كان لفرضية غايا تأثير على حركة علم البيئة المتقدم.

## تفاصيل
تقترح فرضية غايا النظر إلى الأرض بصفتها نظامًا معقّدًا مستتبًا منطويًا على المحيط الحيوي والغلاف الجوّي والغلاف المائي والغلاف الترابي، وترتبط هذه الأغلفة ارتباطًا وثيقًا بصفتها نظامًا متطوّرًا. تدّعي الفرضية سعي هذا النظام بأكمله –والمسمّى غايا- إلى تحقيق بيئة فيزيائية وكيميائية مثالية للحياة المعاصرة.
يتطوّر غايا من خلال نظام الارتجاع السِبراني الذي يديره الحيوم دون وعي، ما يؤدّي إلى تحقيق استقرار واسع النطاق في شروط قابلية السكن ضمن توازن كامل. تعتمد العديد من العمليات الضرورية لظروف الحياة على كوكب الأرض على تفاعل الأشكال الحيّة -وخصوصًا الميكروبات- مع العناصر اللاعضوية. تُنشئ هذه العمليات نظام تحكّم عالمي منظّم لدرجة حرارة سطح الأرض ولتكوين الغلاف الجوّي ولملوحة المحيطات، إذ تستمدّ هذه العمليات طاقتها من حالة عدم التوازن الديناميكي الحراري العالمي لنظام الأرض.
لوحظ وجود توازن كواكبي متأثّر بالأشكال الحيّة سابقًا في مجال الكيمياء الحيوية الجغرافية، إذ يجري التحقيق في هذا الأمر أيضًا ضمن مجالات أخرى مثل علم نظام الأرض. تعتمد أصالة فرضية غايا على التقييم القائل  بوجوب متابعة مثل هذا التوازن الاستتبابي بنشاط؛ بهدف الحفاظ على الظروف المثالية للحياة، حتّى عند تهديد الأحداث الأرضية أو الخارجية لها.

### تنظيم درجة الحرارة السطحية العالمية
زاد مقدار الطاقة التي توفّرها الشمس بنسبة 25% إلى 30% منذ أن بدأت الحياة على الأرض، ومع ذلك، ما تزال درجة حرارة سطح الكوكب ضمن مستويات قابلية السكن، إذ وصلت إلى هوامش منتظمة منخفضة وعالية. افترض لوفلوك أيضًا بأنّ مولّدات الميثان أنتجت مستويات مرتفعة من الميثان في الغلاف الجوّي البدائي، ما يشبه المشهد الذي يظهر في الضباب الدخاني البتروكيميائي أو في الغلاف الجوي لقمر تيتان. يفترض لوفلوك بأن هذا الأمر قد أبعد الأشعة فوق البنفسجية حتّى تشكيل طبقة الأوزون، إذ حافظ على درجة من التوازن. ومع ذلك، أشار بحث «الأرض كرة ثلج» إلى أنّ كلّ من «صدمات الأكسجين» وانخفاض مستويات الميثان أدّى إلى تشكيل عالم على وشك أن يصبح «كرة ثلجية» صلبة، وذلك خلال العصور الجليدية التالية: الغمر الجليدي الهيوروني والغمر الجليدي الستورتي والغمر الجليدي المارينوي/العصر البارد. تشكّل هذه الحقبات دليلًا على قدرة المحيط الحيوي ما قبل دهر البشائر على الاستتباب بشكل كامل.
تلعب معالجة ثنائي أكسيد الكربون (أحد الغازات الدفيئة) دورًا مهمًا في الحفاظ على درجة حرارة الأرض ضمن حدود قابلية السكن.
تقترح فرضية «سي.إل.إيه.دبليو» المستوحاة من فرضية غايا وجود حلقة ارتجاع بين النظم البيئية للمحيطات ومناخ الأرض. تشير الفرضية تحديدًا إلى أن بعض العوالق النباتية المحدّدة والمنتجة لكبريتيد ثنائي الميثيل تستجيب إلى التغيّرات في التأثير المناخي، إذ تؤدّي هذه الاستجابات إلى ظهور حلقة ارتجاع سلبي لتثبيت درجة حرارة الغلاف الجوي للأرض.
في الوقت الحالي، قد تؤدّي الزيادة في عدد السكان والتأثير البيئي لأنشطتهم (مثل تضاعف الغازات الدفيئة) إلى تغيير الارتجاع السلبي في البيئة إلى ارتجاع إيجابي. صرّح لوفلوك أن هذا الأمر قد يؤدي إلى ارتفاع درجات حرارة الأرض بشكل متسارع للغاية، إلّا أنه عاد وصرّح بأن هذه الآثار ستكون أبطأ على الأرجح.